# Klikowa
Klikowa ist ein Stadtteil von Tarnów, 2 Kilometer nordwestlich des Stadtzentrums entlang der Klikowska-Straße, im Powiat Tarnowski der Woiwodschaft Kleinpolen in Polen.

## Geschichte
Im Jahr 1342 wurde in einem Wald namens Kezeyrswald bzw. Keyzerswald bei Tarnów ein Dorf gegründet. Zwei Jahre später am 11. Mai wurde es als eines der Dörfer im Besitztum des Krakauer Kastellans Spycimir Leliwita (Tharnow ... Sonvald sive Mnych ... Podegrodze et Keyzerswald) erwähnt. Danach tauchte der Ortsname nie wieder auf, aber man identifiziert diesen mit dem heutigen Ort Klikowa. Dieser deutschstämmige Name war vom Personennamen Keiser (beispielsweise im Jahr 1469 als Martinus Kyesser ... videadocatus (in Crosno) erwähnt) mit dem Suffix -Wald abgeleitet, während der neue besitzanzeigende (der Suffix -owa) Name auf einen gewissen *Klik hindeutet.
Politisch und administrativ gehörte das Dorf zum Königreich Polen (ab 1569 Adelsrepublik Polen-Litauen), Woiwodschaft Sandomir, Kreis Pilzno.

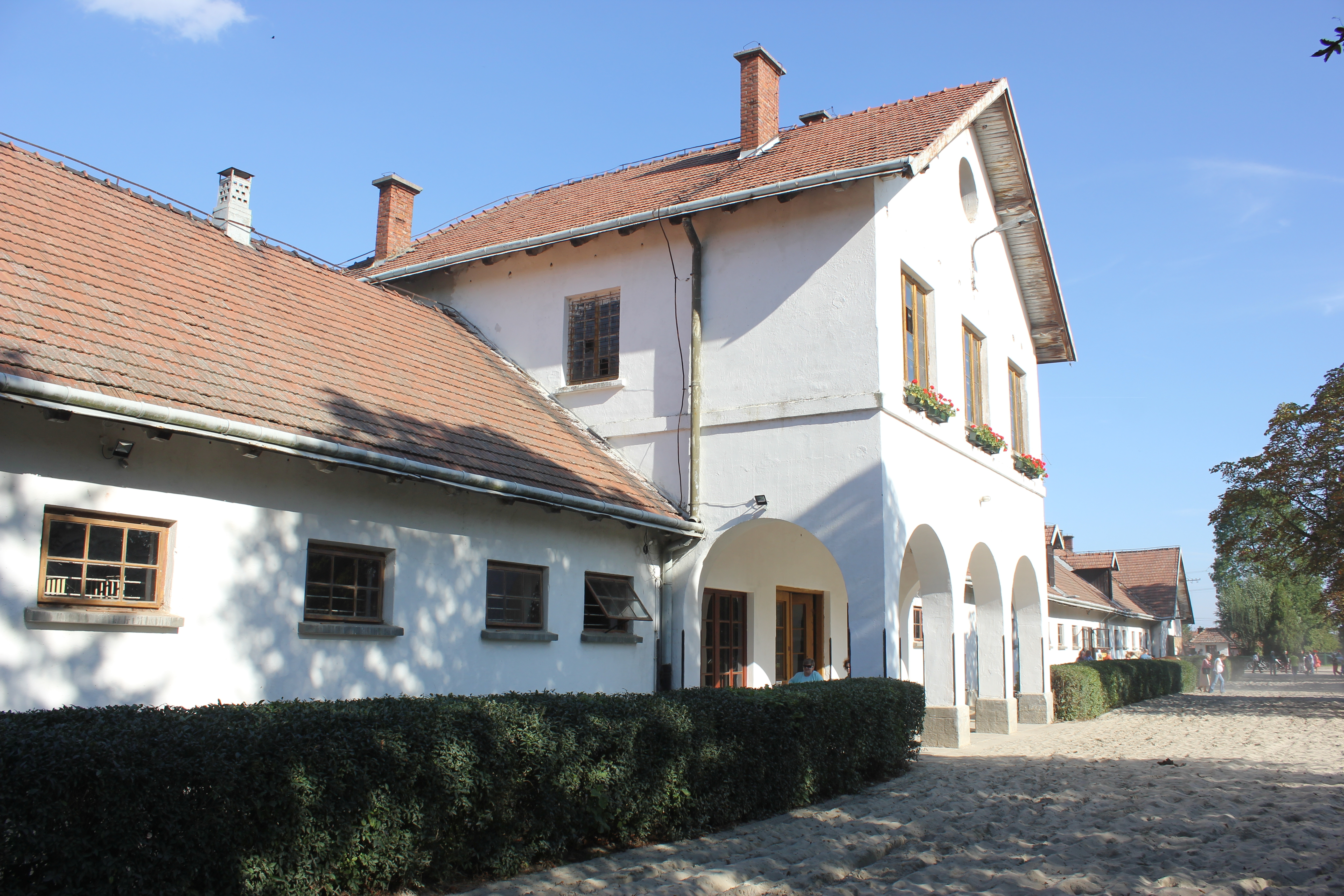
Gestüt in Klikowa

Bei der Ersten Teilung Polens kam Klikowa 1772 zum neuen Königreich Galizien und Lodomerien des habsburgischen Kaiserreichs (ab 1804). Im 19. Jahrhundert gehörte es zur Familie Sanguszko, die in Klikowa Pferde des Arabischen Halbbluts züchteten.
1918, nach dem Ende des Ersten Weltkriegs und dem Zusammenbruch der k.u.k. Monarchie, kam Klikowa zu Polen. Unterbrochen wurde dies nur durch die Besetzung Polens durch die Wehrmacht im Zweiten Weltkrieg.

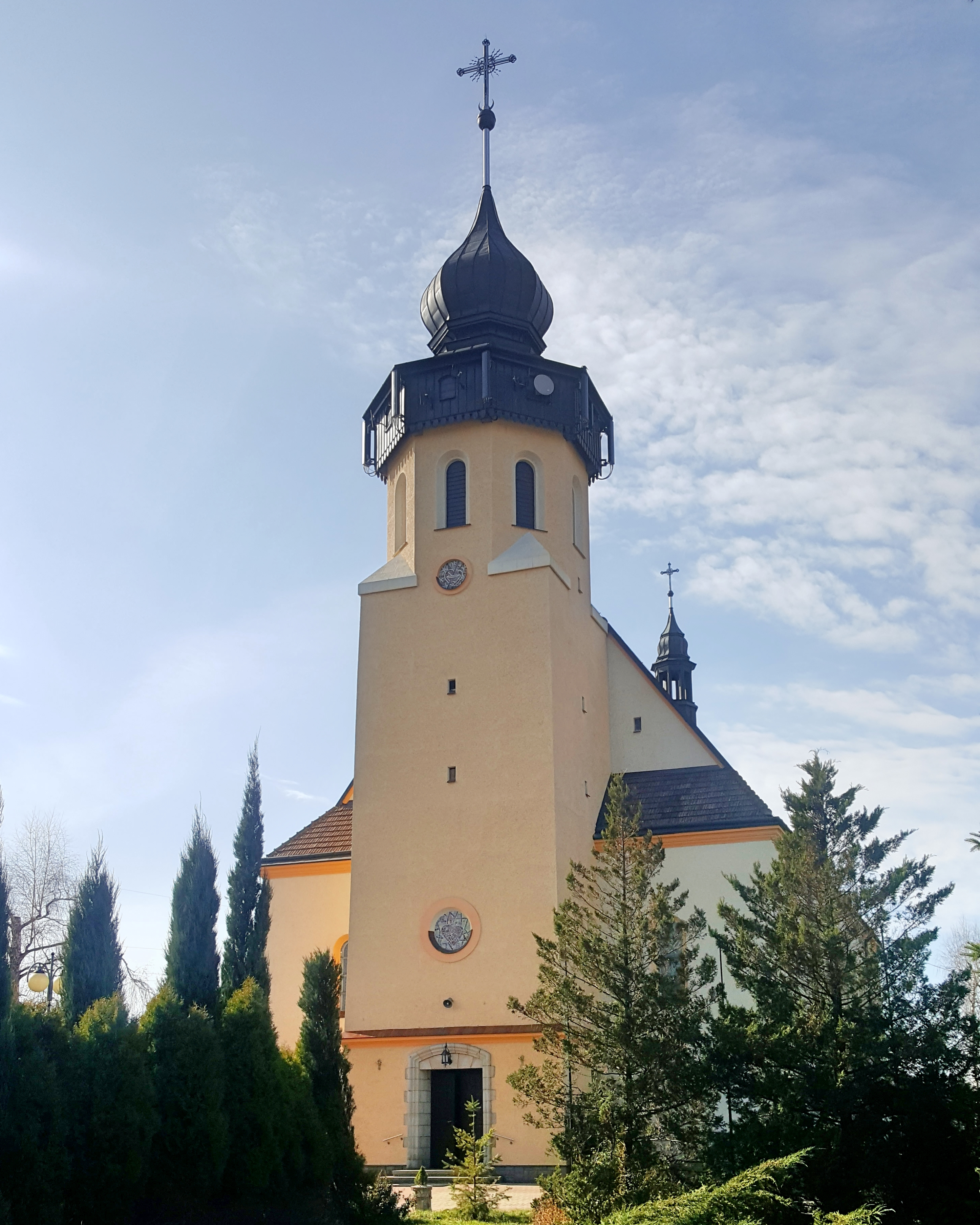
Ortskirche

1951 wurde Klikowa als Stadtteil von Tarnów eingemeindet. 1952 wurde eine eigene römisch-katholische Pfarrei errichtet.